# راجرز (نیومکزیکو)
راجرز (به انگلیسی: Rogers) یک منطقهٔ مسکونی در ایالات متحده آمریکا است که در نیومکزیکو واقع شده‌است. راجرز ۱٬۲۸۸٫۱ متر بالاتر از سطح دریا قرار دارد.